# یارومیروویتسه
یارومیروویتسه (به لهستانی: Jaromirowice) یک روستا در لهستان است که در گمینا گوبین واقع شده‌است.